# Ateles geoffroyi grisescens
El mono araña encapuchado (Ateles geoffroyi grisescens) es una subespecie del mono araña de Geoffroy, un tipo de mono del Nuevo Mundo de América Central, nativo de Panamá. También podría encontrarse en una pequeña porción de Colombia adyacente a Panamá. En el oeste de Colombia y el noreste de Panamá, es sustituido por el mono araña de cabeza negra, A. fusciceps. En el oeste de Panamá, se reemplaza por otra subespecie del mono araña de Geoffroy, el mono araña ornamentado, A. g. ornatus. El mono araña con capucha tiene un pelaje largo y rubio.